# 山頂湖面抄
『山頂湖面抄』（さんちょうこめんしょう）は、『源氏物語』の注釈書である。

## 概要
本書は、現在は「『源氏物語』の注釈書」ないしは梗概書に位置づけられているが、より厳密には『光源氏巻名歌』の注釈書である。本書の序文によれば、本書は祐倫なる人物によって1449年（文安6年）正月吉日に著されたとされている。いくつか異なった表題を持つ伝本が伝えられているが、一般にはこの『山頂湖面抄』の名で呼ばれている。後世引用されることもほとんど無く、当時としても決して主流の存在とはいえないと考えられるものの、南北町時代から室町時代にかけての堂上だけの存在から地下にまで広がりつつあった『源氏物語』の受容の一面を捉えることが出来る貴重な資料としてしばしば注目され、言及されている。

## 『光源氏巻名歌』
『光源氏巻名歌』とは、『源氏物語』の巻名を読み込んだ歌集『源氏物語巻名歌』のひとつである。中でもこの『光源氏巻名歌』は藤原定家により作られたと伝えられ、重要視されてきた。しかしながら近年の研究によれば『奥入』などとは巻の数え方が違うことなどから藤原定家の作ではなく、おそらくは連歌が隆盛した時期以降に誰かが定家に仮託して作られたものであろうと考えられている。なお、本書『山頂湖面抄』がその序文通り1449年（文安6年）に著されたとすると、『光源氏巻名歌』について言及された文献の中でかなり早いものということになる。この『光源氏巻名歌』では、『源氏物語』の巻序について、蓬生巻と関屋巻との前後関係が、現在一般的な「蓬生→関屋」とは逆の、「関屋→蓬生」になっており、『山頂湖面抄』でも『光源氏巻名歌』の巻序に従って筆を進めている。

## 著者
本書の著者は祐倫なる人物とされる。同人は室町時代の連歌師であり尼僧であるとされるが、生没年・血筋・出身地・活動拠点などその生涯のほとんどは不明である。祐倫は、「源氏読比丘尼」と呼ばれており、『源氏物語』の講釈について何らかの権威を認められた存在であったと見られる。同人には『源氏物語』の関して本書のほかに『光源氏一部歌』なる著作も残されている。室町時代の外記局官人を務めた中原康富の日記『康富記』によれば、享徳3年（1454年）3月から同4年（1455年）4月の約1年間にわたって「源氏読比丘尼」の祐倫なる人物が度々康富のもとを訪れ、『源氏物語』の夕顔・帚木・若紫・明石などの巻を講じたとされている。

## 主な伝本
『山頂湖面抄』には現在、以下の七本の写本が確認されている。それぞれの本文の異同はかなり激しいが、これらの中では神宮文庫本が最善本であると考えられている。
- 神宮文庫蔵本 表題「源氏目録之和哥」
- 静嘉堂文庫蔵本（松井簡治旧蔵） 表題「山頂湖面抄 水原」
- 天理大学天理図書館蔵本 表題「源氏貫雲伝」
- 宮内庁書陵部蔵本 表題「山頂湖面抄」
- 内閣文庫蔵本 表題「山頂湖面抄」
- 大東急記念文庫蔵本（久原文庫旧蔵） 表題「源氏物語歌注」
- 島原松平文庫蔵本 表題「水原」

この他に国書総目録には桃園文庫蔵本と阿波国文庫蔵本が挙げられているが現在の所在は不明でありその詳細も不明である。

## 翻刻本
- 今井源衛・古野優子編著『山頂湖面抄諸本集成』笠間書院、1999年（平成11年）7月 ISBN 4-305-60027-7
神宮文庫蔵本「源氏目録之和哥」・静嘉堂文庫蔵本「山頂湖面抄 水原」・天理大学図書館蔵本「源氏貫雲伝」・書陵部蔵本「山頂湖面抄」・内閣文庫蔵本「山頂湖面抄」の6本を対照したもの。